# 安妮·哈钦森
安妮·哈钦森（英語：Anne Hutchinson，1591年7月—1643年8月），原姓马伯里（Marbury），是清教徒精神导师、宗教改革家，1636至1638年唯信仰论之争轰动新生的馬薩諸塞灣殖民地，哈钦森是其中举足轻重的一员。她强烈的宗教信仰与波士顿地区清教徒神职人员既有立场背道而驰，她的声望和魅力促使教派分裂，对新英格兰清教徒的既定宗教格局构成威胁。最终她被送上法庭受审并判罪名成立，与众多支持者一起被逐出殖民地。
哈钦森生于英格兰林肯郡奥尔福德，父亲弗朗西斯·马伯里是圣公会牧师和教师，在他的努力下，女儿所受教育远超绝大部分女子。青年安妮在伦敦生活并嫁给故乡友人威廉·哈钦森，两人回到奥尔福德生活并追随附近的林肯郡波士顿港口清教徒牧师约翰·科顿。科顿1633年被迫移民，哈钦森一年后带着11个孩子漂洋过海，很快就在新英格蘭持续壮大的定居点波士顿站稳脚跟。身为助产士，哈钦森热心帮助需要的人，不吝分享她的个人宗教见解。不久她就开始每周在家里接待女子，评述近期讲道内容。这些聚会人气高涨，男子都前来聆听，其中包括殖民地青年总督亨利·范恩。
哈钦森开始指控地方神职人员只宣扬工作之约，忽视恩典之约，许多神职人员对她越来越公开的指控叫苦不迭，批评她传播非正统神学教义。事态最后演变成唯信仰论之争，并以1637年将她送上法庭、定罪并逐出殖民地告终。1638年3月的教堂审判接踵而至，哈钦森又被逐出教会。
靠普罗维登斯种植园创始人罗杰·威廉姆斯鼓励，哈钦森和众多支持者在后来属羅德島殖民地及普羅維登斯莊園的地界建立定居点朴茨茅斯（今罗德岛州紐波特縣境内）。1641年丈夫去世后，马萨诸塞湾殖民地渐有吞并罗德岛之势，哈钦森被迫搬到远离波士顿的荷兰殖民地。她把五个年纪较大的孩子留在新英格兰或英格兰，她带着年幼子女在历史悠久的地标斯普利特岩（今纽约布朗克斯境内）附近住下。此时欧洲殖民者与希瓦诺伊族印第安人部落关系紧张，1643年8月，哈钦森与六个孩子及屋内其他人在基夫特战争中死于希瓦诺伊族之手，她九岁的女儿苏珊娜被掳，是唯一的倖存者。
哈钦森敢于挑战神职人员权威，在英格兰美洲殖民地宗教信仰自由史和女事工史上地位举足轻重。马萨诸塞州议会大厦为她立碑，赞扬她是“公民自由和宗教寬容的勇敢擁護者”。历史学家称她“美国殖民史上最留芳百世——亦或最遗臭万年——的英格兰女子”。

## 英格兰，早年经历

### 童年

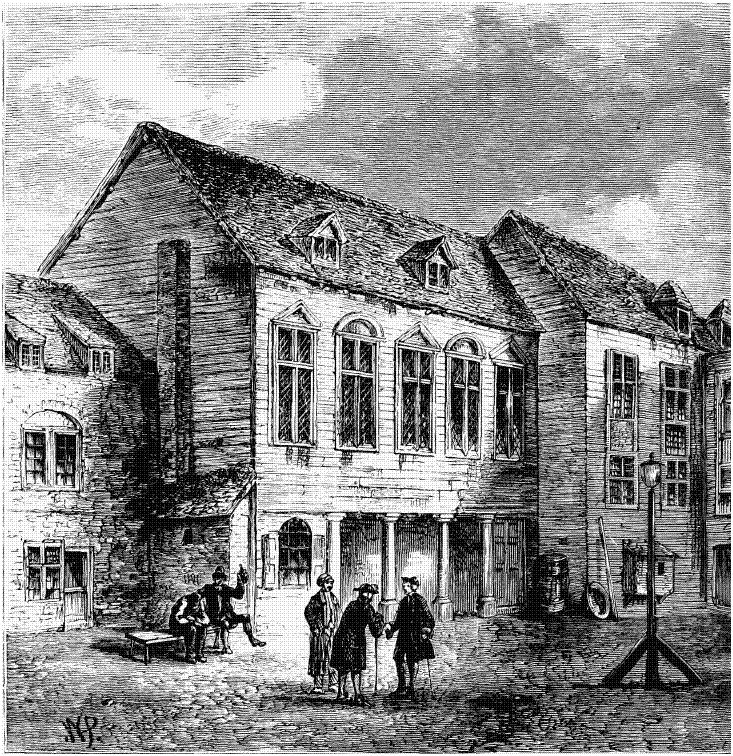
哈钦森的父亲曾因“异端邪说”在伦敦马夏尔西监狱蹲过两年

安妮·马伯里生于英格兰林肯郡奥尔福德（Alford），1591年7月20日受洗，父亲叫弗朗西斯·马伯里（Francis Marbury），母亲叫布里奇特·德莱顿（Bridget Dryden）。弗朗西斯是伦敦聖公宗圣职者并有强烈的清教徒倾向，坚信神职人员应当接受良好教育并为此与上级发生冲突。安妮出生前，弗朗西斯因一再挑战圣公宗权威遭遇教会谴责并入狱数年。1578年他公开受审，后在软禁期间凭记忆把这段经历记录下来。他用这份笔录教育和娱乐子女，他是故事中的英雄，伦敦主教沦为小丑。
弗朗西斯因“异端邪说”在伦敦泰晤士河南岸的马夏尔西监狱关押两年。1580年，25年的弗朗西斯获释，当局认为他已经在充分宣讲和教导后重新做人。弗朗西斯随后搬到伦敦以北约230公里的林肯郡偏远集镇奥尔福德，很快当上地方圣威尔弗里德教堂助理牧师，1585年就又当上奥尔福德公立学府免费文法学校校长，该校自伊丽莎白女皇时期开始运营，穷苦阶层可免费入学。弗朗西斯在此期间迎娶伊丽莎白·摩尔（Elizabeth Moore），但她在生下三个孩子后撒手人寰。不到一年后弗朗西斯续弦迎娶出身北安普顿望族、比他约小十岁的布里奇特·德莱顿。她的兄弟伊拉斯慕斯（Erasmus）是剧作家兼英国桂冠诗人约翰·德莱顿的爷爷。布里奇特共生下15个孩子，安妮排行第三，母亲有三个孩子夭折。安妮出生后随家人在奥尔福德生活15年，她的教育水准远超同期绝大多数女子，并在父亲的严格教导下非常熟悉《圣经》和基督教信条。此时英格兰基本只向男子提供教育，估计弗朗西斯教导女儿可能是因为他前七个孩子就有六个女儿，也可能是因为伊丽莎白女皇时代的统治阶层开始觉得女孩也能上学，例如女皇本人就会六门外语。
1605年弗朗西斯当上圣马丁文特利教堂代牧，15岁的安妮随家人搬到伦敦市中心。因神职人员不足，这里的教会能够容忍他表达清教徒观点，只是多少有些不乐意。1608年，弗朗西斯开始每周骑马到伦敦西北方向数英里外的圣潘克拉斯教区传道两次。1610年，他当上新鱼街圣玛格丽特教堂教区长，这里离圣马丁文特利教堂仅几步之遥，他每周两次传道的地点也改为离家近很多。正处事业巅峰的弗朗西斯在1611年2月突然去世，享年55岁，安妮只有19岁。

### 成年，追随约翰·科顿
父亲去世第二年，21岁的安妮与在伦敦工作的面料商人威廉·哈钦森（William Hutchinson）结为连理，两人早在奥尔福德就已熟识。1612年8月12日，两人在伦敦伍尔诺斯圣马利亚堂结婚，不久后就搬回奥尔福德居住。哈钦森夫妇听闻知名牧师约翰·科顿（John Cotton）在距奥尔福德约34公里的波士顿港聖博托爾夫教堂宣讲，科顿在哈钦森夫妇成婚同年当上波士顿牧师，此前曾是劍橋伊曼纽尔学院导师，只有27岁但已是英格兰名气和影响都很大的清教徒。哈钦森夫妇得知科顿在波士顿讲道后尽量抽时间前往，只要天气和其他条件允许就骑马上路。科顿的精神指引与其他清教徒不同，他更注重诚心信仰、以凡人之躯获得神圣恩典，而非以个人行为赢得天神救赎。安妮对科顿的“绝对恩典”神学深以为然，促使她对“工作之约”的工作价值产生疑问，认为聖靈就在圣人之中。这种观点进而促使她自认是“全能之主超凡力量的神秘参与者”，作家伊芙·拉普兰特（Eve LaPlante）指出，安妮的神学思想赋予女人权力，她们的地位不再由丈夫或父亲决定。

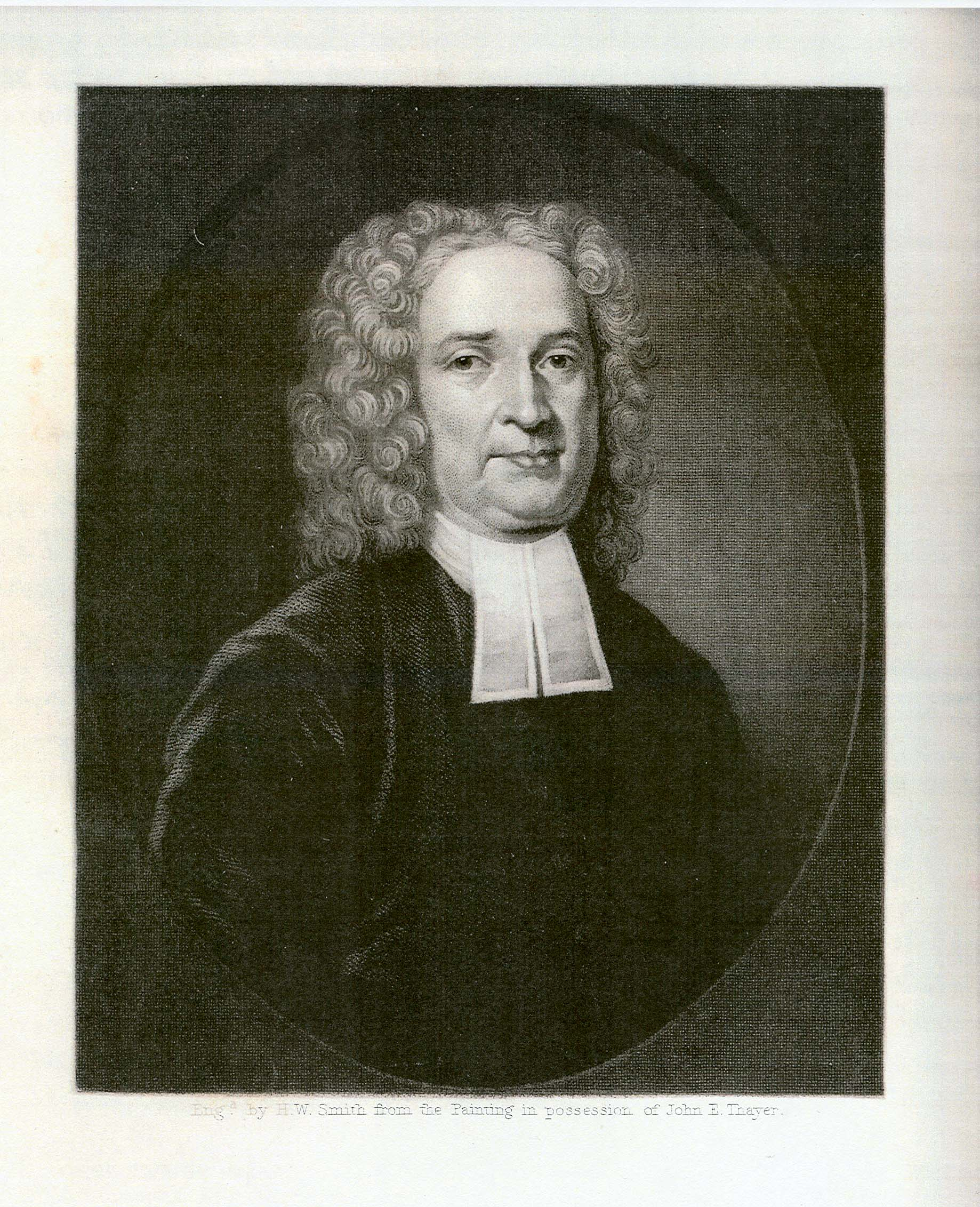
约翰·科顿神父是安妮·哈钦森的导师，促使她移民新英格兰

安妮的小叔约翰·威尔莱特（John Wheelwright）是比尔斯比（Bilsby）神职人员，宣讲内容与科顿类似。比尔斯比离哈钦森夫妇的家更近，威尔莱特的思想对安妮影响很大。科顿和威尔莱特都注重改革，鼓励教区居民产生宗教重生感，每周讲道一次已经不足以满足部分清教信徒的期望。秘密宗教集会由此兴起，“找到恩典的人”聚在一起反复聆听讲道，讨论和辩论经文并祈祷。现代学者指出，男人在传统教会阶层占绝对优势，女人不可能取得领导地位，但这些秘密集会没有这种限制，所以对女人来说特别重要。除科顿的鼓励外，主持秘密集会的女子也令安妮深受启发，她开始在家中主办宗教集会，与听众一起复习近期讲道并分享她的见解。
清教徒希望取消英格兰教会仪式，以教区居民共识管理教堂。他们不愿接受君主任命的主教，自行选派教会长老，选出神职人员两人，平信徒领袖一人，神职人员一个负责传播教义，另一人负责精神引导。1633年，科顿倾向清教徒的做法已引起威廉·劳德大主教警觉，劳德正发起运动压制任何不符合国教圣公宗习俗的布道和宗教实践。科顿同年遭免职后躲藏起来，为免坐牢匆忙带上身怀有孕的夫人登上“格里芬号”（Griffin）逃往新英格蘭，两人还为途中诞生的孩子起名西伯恩（Seaborn，字面意为“海上出生”）。
安妮对科顿离去感到“非常困扰”，一直“坐卧不安”直到追随牧师前往新英格兰，自认是圣灵指示促使她跟随科顿，“天神的意旨令人刻骨铭心”。但她此时已怀上第14胎，所以孩子出生后才能成行。夫妻二人已经决定要走，所以安排长子爱德华（Edward）与科顿一起上路。1634年，哈钦森一家12口登上一年前科顿与爱德华乘坐的“格里芬号”远赴重洋，此时安妮43岁，威廉48岁，十个孩子最小的只有约八个月大，最大的19岁。

## 波士顿
威廉靠经商积累可观财富，把大量财产带到新英格兰，一家人1634年夏末抵达波士顿，在肖穆特半岛（今波士顿市中心）买下约两千平方米土地。哈钦森建起的大宅规模在整个半岛名列前芭，采用木质结构，至少有两层，屹立到1711年10月终为波士顿大火吞没，所在地后来建起老街角书店。哈钦森一家很快拿到波士顿港泰勒岛的所有权，在岛上放牧绵羊，他们还在波士顿以南约16公里的沃拉斯顿山（今属昆西）买下约2.43平方公里土地。威廉站稳脚跟后继续在布匹贸易业蓬勃发展，同时购买土地并投资，还当上镇行政委员并在法院任职。安妮也很快适应新生活，花费大量时间帮助病人和其他有需要的人。她四处为孕妇助产，为分娩前后的妇女提供精神引导。裁判官约翰·温斯罗普指出：“她日常所言都是天国事迹”，“她的话语通常是用公义和善良传达”。

### 波士顿教会
哈钦森一家进入殖民地最重要的教堂，温斯罗普创办的波士顿第一教堂。波士顿凭港口和优越的地理位置成为新英格兰商业中心，温斯罗普声称这里的教堂“最为开放，海员和所有陌生人都会前来”。科顿到达四个月时，第一教堂教众就从80人激增至120。据温斯罗普的日记所载，“皈依或新加入的教众比其他所有教堂都多”。历史学家迈克尔·温希普（Michael Winship）2005年指出，第一教堂似乎就是清教徒理想的基督教社区。马萨诸塞湾殖民地时期历史学家威廉·哈伯德（William Hubbard）也称，其他任何教堂的繁荣程度都不能与第一教堂相提并论。温斯罗普认为，科顿这样最不传统的神职人员来到殖民地最重要的教堂，这是命运的特殊安排。科顿与其他神职人员在神学思想上的分歧非常显著，哈坎森与殖民地青年总督亨利·范恩（Henry Vane）的宗教观点更加极端，但在科顿衬托下并不特别惹眼。

### 《圣经》家庭学习组
哈钦森照料分娩妇女，在殖民地形成英格兰宗教秘密集会的生存土壤。她很快开始每周在家举办集会，大门向想探讨科顿讲道内容、听她解读和阐述的女子敞开。聚会人气高涨，促使她专为男听众举办聚会，每周往往要接待不下60人。女人带着丈夫一起前来，“认真询问主耶稣基督的事迹”。
持续举办聚会的哈钦森开始表达个人宗教观念，强调善行未必换来神的指引成圣，要靠“圣灵的直觉”。她的神学解读与殖民地其他神职人员的既定观念背道而驰。参加聚会的人越来越多，总督范恩很快慕名而来。哈钦森主张外在行为不一定反映人的灵魂立场，这种观念深得商人、工匠等更注重职业而非宗教的人士青睐。殖民地神职人员逐渐了解哈钦森举办的聚会内容，认为这种“未经授权”的宗教聚会可能干扰信徒忠诚。哈钦森对此引述提多書：“年长的女子应当指导年轻人”。

### 唯信仰论之争

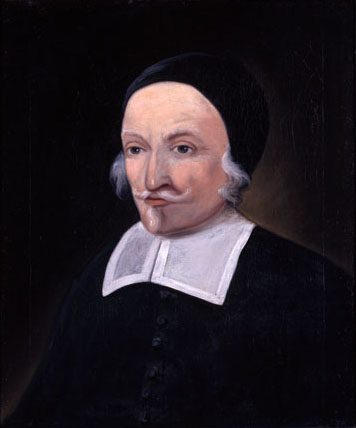
约翰·威尔莱特神父是唯信仰论之争期间哈钦森的盟友，后来也像哈钦森一样被殖民地驱逐

#### 紧张局势加剧
殖民地部分神职人员认为哈钦森举办的聚会有违正统，各种宗教观念在殖民地引发公开辩论。由此产生的宗教紧张局势人称唯信仰论之争，到了现代又称自由恩典之争。
与哈钦森一家同乘“格里芬号”来到新英格兰的神父撒迦利亚·西姆斯（Zechariah Symmes）于1636年9月告诉神职同僚，当年他在船上讲道后安妮·哈钦森曾提问，这些问题令他怀疑安妮的信仰不正统。此事导致她加入波士顿教会的时间推迟一周，直到牧师检查后认定安妮的信仰正统程度足以加入教会。
资深牧师约翰·威尔逊（John Wilson）长时间在英格兰处理个人事务后于1635年返回，哈钦森首次聆听他讲道就马上发现两人的宗教观念截然不同。威尔逊重视道德，他的学说注重“以圣化证明称义”，哈钦森无法认同并告诉追随者，威尔逊缺乏“圣灵的印记”。威尔逊的神学观点与殖民地绝大多数神职人员一致，只有强调“神的意旨无可避免”（自由恩典）、反对预备主义（工作之约）的科顿例外。哈钦森及其盟友已经习惯科顿的观念，开始扰乱威尔逊讲道，甚至每当威尔逊起身宣讲或带领大家祈祷就找借口离场。
纽顿（Newtown，今马萨诸塞州剑桥）神职人员托马斯·谢泼德（Thomas Shepard）早在1636年春就开始与科顿通信，对后者传道内容和波士顿教区居民的非正统宗教见解感到忧虑。谢泼德后来还更进一步，开始在纽顿向会众布道时批评波士顿教众的观点。1636年5月，波士顿教众迎来新盟友，约翰·威尔莱特神父从英格兰赶来新大陆后马上与科顿、哈钦森及其他“自由恩典”倡导人士结为统一战线。威尔莱特是哈钦森一家在林肯郡的近邻，夫人玛丽（Mary）是威廉的妹妹。同月青年贵族范恩当选殖民地总督，是自由恩典派又一大助力，他坚定支持哈钦森，但他的神学观念在部分人士看来已经不单是不正统，而且相当激进。
哈钦森及其他自由恩典倡导者继续质疑殖民地的正统神职人员。威尔莱特开始在沃拉斯顿山传道，在布道时批评“工作之约”，对谢泼德的批评还以颜色。整个夏季双方的“讲坛对抗”愈演愈烈，而且波士顿教众对威尔逊神父缺乏敬意。忍受宗教异见数月后，威尔逊认为有必要回应，要叫对手因冒犯和执迷不悟付出代价。裁判官约翰·温斯罗普是威尔逊的教区居民，估计正是威尔逊提点温斯罗普留意自由恩典派。1636年10月21日当天或之后不久，温斯罗普首次公开警告，但双方争议将在接下来两年里占据他和馬薩諸塞灣殖民地领导人绝大部分时间。温斯罗普在日记中写道，“机智且大胆的波士顿教会成员哈钦森夫人带来两项危险错误认识：一、圣灵之体与称义者同在；二、圣化不能证明称义”。他继续阐述上述两点，唯信仰论之争的说法便在日记中诞生。

#### 圣职者对抗
1636年10月25日，七名神职人员来到科顿家中，希望避免事态不断恶化。他们召开“私人会议”，哈钦森和波士顿教区其他平信徒领袖与会。双方达成协议，科顿“满足他们（指其他神职人员）的部分要求，与威尔莱特先生同意他们对成圣的看法，认为圣化的确有助于证明称义”。部分神职人员听闻哈钦森在家中主持秘密宗教集会时批评他们只宣扬工作之约，还称他们没有能力传道新約聖經。哈钦森只在有人问起时回答上述问题，而且每次只对一到两名神职人员回答。这些回答很大程度上是他人从她口中诱哄出来，但她当时以为与神职人员的谈话都会保密。一年后哈钦森被送上法庭受审并逐出殖民地，控方证据就包括她此时的话语。

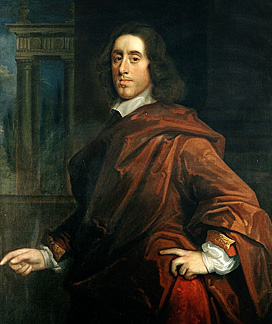
亨利·范恩总督争议期间极力支持哈钦森

随着争议加深，哈钦森及其支持者1636年末已面临两项清教徒教会散步异端邪说的指控，分别是反律法論和家庭论。“反律法论”即“违反或反对律法”，结合神学背景即“基督徒在恩典律法之下，道德律法没有约束力”。按此观点，恩典律法管束下者不受道德律法限制，这样人的行为就可以违背道德。家庭论得名16世纪教派“爱之家庭”，意指人在圣灵下与神完美融合，进而免罪且无需对罪行担责。为抹黑哈钦森等人，对手有时指控他们以不道德的行为或“自由恋爱”违背主张学说。哈钦森、威尔莱特和范恩都是对抗正统教派的领袖人物，但从神学角度而言，双方争议焦点在于科顿与殖民地其他神职人员的观念分歧。
1636年冬，双方的神学分歧已经很大，普遍法院要求1637年1月19日（周四）禁食一天，希望有助于缓解殖民地紧张局势。威尔莱特下午在波士顿教堂宣讲，在清教神职人员看来，他的讲道充满唆使和恶意，理应受到谴责，但自由恩典支持者深受鼓舞，更加公然和挑衅地反对“法定”神职人员。范恩总督开始质疑殖民地占主导地位的神学教义。1637年佩科特战争期间威尔逊是随行神职人员，哈钦森的支持者为此拒绝服役。神职人员担心哈钦森及其支持者的大胆立场会威胁“清教徒神圣体验”。历史学家玛丽·梅普尔斯·邓恩（Mary Maples Dunn）指出，如果哈钦森等人当年成功，马萨诸塞的历史将截然不同。

#### 1637年：风向大变和秋后算账
1637年3月，政治局势开始转为对自由恩典派不利。威尔莱特因禁食日讲道的内容被控蔑视和煽动罪，法庭投票以微弱优势定罪但尚未判刑。范恩在1637年5月的总督选举中不敌温斯罗普，此外，波士顿所有支持哈钦森和威尔莱特的地方法官均在选举中失利下台。范恩1637年夏已返回英格兰而且再也没回北美，至此正统派系秋后算账的时机成熟。
1637年11月2日，秋季法院开庭并驱逐威尔莱特，命令他在14天内离开马萨诸塞湾殖民地。哈钦森和威尔莱特的许多支持者一并审理并受惩，并在这些预演后轮到安妮·哈钦森。

#### 民事审判：第一天
威尔莱特驱逐出境，其他人员和事务处理完毕，法庭1637年11月7日开始审判哈钦森。总督温斯罗普主持审判，除“诽谤神职人员”外他还提出其他罪名，如“扰乱联邦和教会和平”、鼓吹或公开敏感观点引发近来各种问题，不顾近期宗教会议谴责继续在家中主持宗教秘密集会。
哈钦森与威尔莱特及其他男被告不同，她从未公开表达观点，也没有签署任何神学观点声明，法庭难以证实控罪。温斯罗普的前两道起诉书宣称她是其他被告同谋，在殖民地公然制造麻烦，接下来指责她举办宗教秘密集会。哈钦森面对每个问题的回答都无懈可击，总督可谓耗子拖王八无处下嘴。温斯罗普无法说服她的支持者反戈一击，证明她犯下任何罪行。法学背景深厚的副总督托马斯·杜德利（Thomas Dudley）介入协助起诉，他质问哈钦森与其他阴谋者有什么关系，询问宗教秘密集会，得不到哈钦森回答后，他又继续质问被告是否诽谤神职人员。

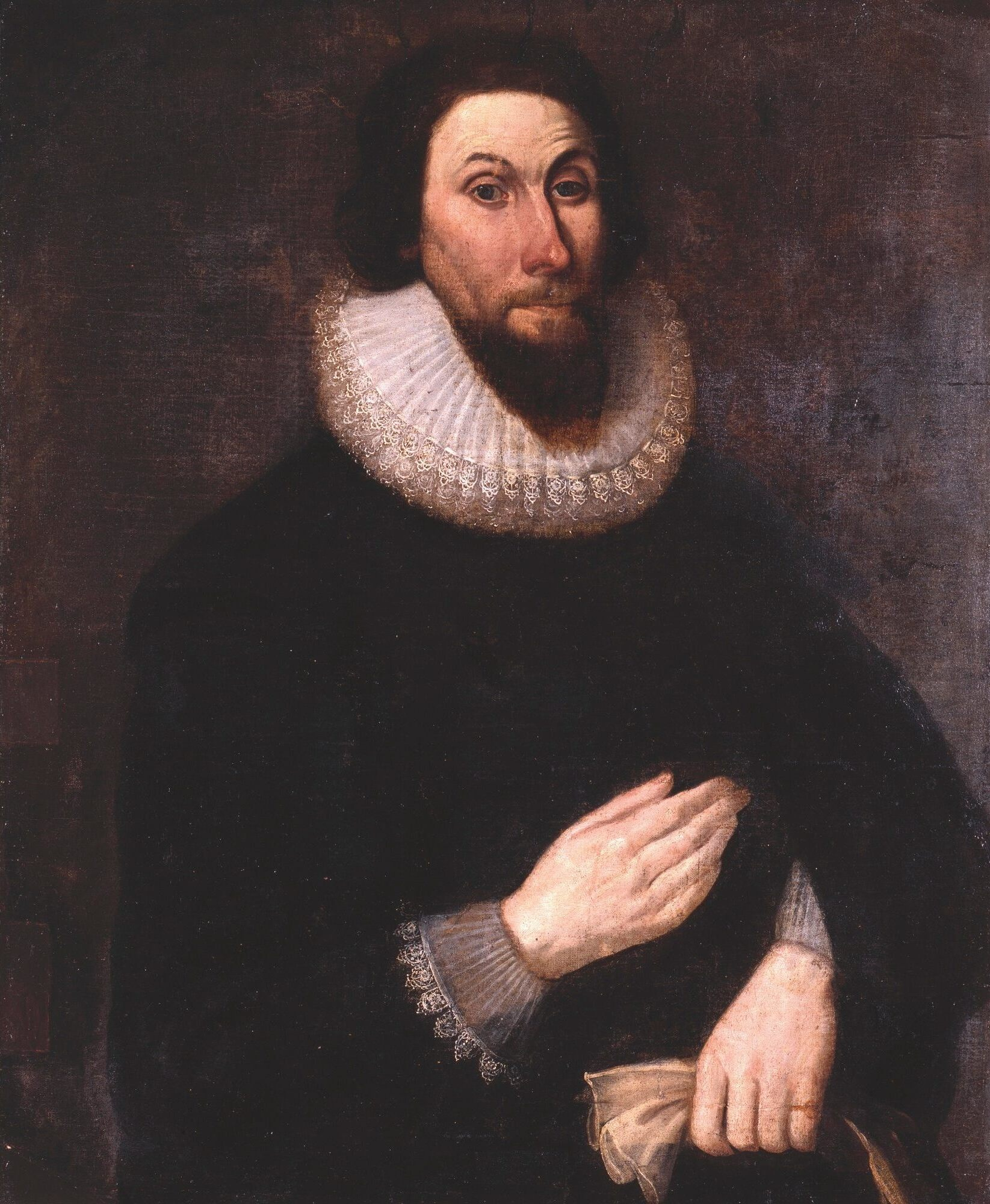
约翰·温斯罗普主持1637年对哈钦森的审判，既是原告又是法官

接下来的庭审全部集中在诽谤神职人员罪名。控方意图证明哈钦森曾以言语贬低殖民地神职人员，并以1636年10月科顿家中会议为证。六名神职人员向法院递交十月会议的书面纪录，哈钦森承认这些纪录内容属实，但辩称她当时的话只是私下言语，而且有些话并非本意，当时她是在和神职人员会面，“只能用是或否来回答问题”，所以有些属于断章取义。哈钦森在私下面谈时曾引述《箴言》第29章25节：“人的恐惧带来圈套，但信赖主者得安生”。法院不认可她将公开陈述与私下言论分开对待的主张。
第一天的审理接近尾声时温斯罗普言道：“哈钦森夫人，法庭竭尽全力都是想您承认所走的路或许有错，可能导致您沦落其中。现在时候不早，我们给予您更多时间考虑，希望明天早上您再度出庭”。哈钦森在庭审第一天与法官斗智斗勇，整体局面还算良好。拉普兰特对此表示：“她在法庭上的出色表现或许令法官大吃一惊，但对本人而言毫不意外。她非常自信，对自身思维充满信心，这主要是因为她觉得天神就在身边。”

#### 民事审判：第二天
哈钦森可能在庭审第一天晚上得到法律建议，第二天早上向法庭表达意见。她继续批评神职人员违背保密义务，当时她明显不愿表达看法，但这些神职人员对此却蓄意隐瞒法庭。提供书面纪录的神职人员不愿宣誓作证，哈钦森坚持要求。裁判官西蒙·布拉德斯特（Simon Bradstreet）表示：“如果他们宣誓后说错话，她就能把这些神职人员描绘成罪人”，哈钦森对此回答，如果要控告她，“我希望他们可以宣誓”。法庭正当程序规定神职人员必须宣誓作证，但他们要求辩方证人先作证。辩方三名证人均来自波士顿教会，分别是执事约翰·科格斯霍尔（John Coggeshall）、平信徒领袖托马斯·勒弗雷特（Thomas Leverett）、牧师约翰·科顿。前两人的简短声明对法庭基本没有影响，但科顿的证词截然不同。科顿作证时自称已经不记得十月会议期间的许多情况，从宽解读哈钦森遭遇指控的言论，令这些话听起来更平和。他还强调，与会神职人员在会议结束时根本不像后来那样对哈钦森的话难以释怀。杜德利重申，哈钦森曾对与会神职人员称他们没有能力传道新約聖經，科顿回答他不记得被告说过这种话。
科顿和控方的交锋很多，但诉讼记录不足。哈钦森要求法庭许可“讲述我所知的事实基础”，接下来她向法庭致辞：
你无法控制我的躯体，也没有权力伤害我——因为我在永恒的耶和华手中，他是我的救星，我是他任命的人，我的住所就在天国，对任何凡人的尊重都不会超越他手中生灵。除了伟大的耶和华我无所畏惧，对这一切我早有预言，坚信他将从你们手中救我解脱。留心你准备如何对付我——因为我知道，若你胆敢犯我，天神将摧毁你和后人，乃至这整个国家。
 — 受审的安妮·哈钦森
迈克尔·温希普指出，哈钦森这段话堪称“自由恩典之争最为后世津津乐道的戏剧化高潮”。历史学家对如此冲动的陈述提出各种原因，如“欣喜若狂之下的冲动”、“歇斯底里”、“在质询压力下崩溃”甚至“圣灵附体”。温希普援引历史学家玛丽·贝丝·诺顿（Mary Beth Norton）的观点，认为哈钦森当时是在意识清醒的情况下决定讲清楚，为什么她“知道”殖民地神职人员没有能力传道新约圣经。温希普认为这“不是演戏，而是教导”，是哈钦森想教导法庭，这正是她的为人。

#### 民事审判：判决
对手的指控本已摇摇欲坠，但哈钦森的冲动宣示彻底改变局面。法庭认为她的话不仅煽动，还藐視法庭。杜德利质问科顿是否支持被告的宣言，后者表示能为哈钦森找到神学上的解释。科顿对反对派一直想揪出他教众中的“异端”深感不满，估计他此时仍然感到愤怒。历史学家指出，温斯罗普对证人的诡辩不感兴趣，他利用哈钦森的大胆断言引导法院改写历史。许多清教徒早已确信殖民地面临的一切困难都是某预言人物破坏所致，哈钦森刚好沦为他们眼中的罪魁祸首。温斯罗普向法庭陈辞：“如果法院将（她）视为我们所有困难的主要诱因，那么现在就该考虑应该对她采取何等措施”。
波士顿教众最后仍在努力延缓庭审程序。威廉·科丁顿（William Coddington）起身质问：“我没看到任何对她不利而且明确可信的证人，法庭规矩也不允许任何人既当法官又当原告”。他最后表示：“她没有违反神之律法，也没有违背国家法律，所以不该经受责难。”法院在神职人员作证后才能宣判刑罚，结果有三人宣誓作证指控哈钦森。温斯罗普提议驱逐出境，随后只有波士顿代表投票反对定罪。哈钦森质疑刑罚的合法地位：“我有权知晓何故放逐。”温斯罗普回答：“庭上知晓即可。”
法庭宣称哈钦森是异端、是魔鬼的代表和“不适合留在我们社会的女人”并判处流放。清教徒真心相信，赶走哈钦森就是保护天神的永恒真理。温斯罗普以真情实感结案陈辞：
主很高兴听到苦难百姓的祈祷……教会明智而忠实的传道人在民政机关协助下齐心尽力，发现邪恶势力的巨大阴谋……这是主的杰作在我们眼中美妙闪耀。

#### 拘留
哈钦森在民事审判后被处软禁，法院命令她在来年三月前离开殖民地。她不能回家，软禁在托马斯·韦尔德（Thomas Weld）兄弟约瑟夫（Joseph Weld）位于罗克斯伯里（Roxbury）的家里，离她家约三公里。距离虽说不远，但冬季的恶劣天气导致她很少看到儿女。据拉普兰特记载，温斯罗普把哈钦森称为囚犯，决心避免她与任何人接触以防他人受影响。拉普兰特的著作还表明经常有神职人员前来探视，一方面想改变她的思想，另一方面也为搜集对她不利的证据。谢泼德同样来“搜集（哈钦森的）错误（证据）”，认定她是危险的女人。谢泼德与其他神职人员探视后列出哈钦森的神学错误清单并向波士顿教会展示，认定她应为抱持这些观念受审。

#### 教会审判
1638年3月15日，已软禁四个月的哈钦森拖着疲倦病体再度出庭受审。审判地点是她所在的波士顿教堂，但许多支持者已经离去。丈夫和朋友离开殖民地另觅新居，在场的亲人只有长子爱德华夫妇、女儿费斯（Failth）和女婿托马斯·萨维奇（Thomas Savage），妹妹凯瑟琳（Katherine）与妹夫理查德·斯科特（Richard Scott）。

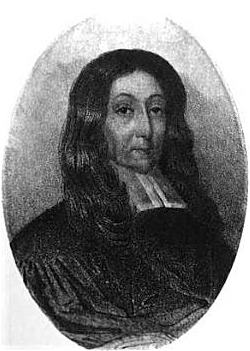
约翰·威尔逊神父（图）在教会审判最后宣判把哈钦森驱逐出教

神职人员力图捍卫学说的正统地位，检视哈钦森的神学错误。治理长老托马斯·勒弗雷特负责检视过程。他传召哈钦森出庭并宣读指控的错误事项，接下来是长达九小时的审问，神职人员深入探讨重要神学观点。审问结束时，指控的众多“错误”仅四项证实，令人难堪的是，科顿不得不代表法庭训诫非常景仰他的哈钦森：“我敢对光辉的天神说……你一直尽心行善……他赐你敏锐的理解和表达能力，让你能对上帝的事业尽情表达自我”。绝大多数神职人员认定哈钦森的信仰太不健全，不论她有多少善行也不能原谅，而且已经危及社会的精神福祉。科顿继续发言：
你无法回避争议……（他们）肯定会继续泼脏水，提出女子社会的肮脏罪孽、没有婚姻关系的男女鬼混（罪名）。虽然我尚未听闻，也不认为你会不忠于丈夫，但这些指控必然随之而来。
科顿把被告神学理念与他人眼中更显极端的唯信仰论者和家庭论者行径联系起来，他最后说道：
有鉴于此我告诫你，并立于此地以耶稣基督的名义警告……你会悲切地发现，是天神的正义之手对付你，你对教会伤害重大，为耶稣基督带来极大耻辱，对无数可怜的灵魂犯下恶行。
至此法庭指示哈钦森离场，在一周后的下一个讲道日再度出庭。
科顿仍未放弃所在教区居民，获法庭准许后他在家生活一周，不久前抵达的约翰·达文波特（John Davenport）也在此暂住。两人这段时间一直在劝说哈钦森，后者在他们监督下以书面文字正式撤回过去的反对意见，承认信仰不够健全。3月22日（周四）哈钦森再度出庭，以顺服姿态宣读声明。她承认对灵魂和圣灵认识有误，对躯体复活理解失当，错误预言殖民地的毁灭，而且不该对神职人员失敬。哈钦森同意圣化能证明称义（她称作“工作之约”），是基督以圣灵在向教众证明。如果审判到此结束，“诚心认罪”的哈钦森有望在波士顿教会保持良好声誉，将来某天返回殖民地。
威尔逊根据谢泼德上次审判结束前提出的指控继续发挥，以不同说法提出新指控。第二次开庭后的审理过程已不可考，只知被告拒绝承认四个月监禁前她的某些神学观念有误时，悲惨的结局就已注定。法庭指控她说谎，但温斯罗普和少数神职人员即便此时依然希望在被告“自食其果”前救赎她的灵魂，避免她伟大的福音事业蒙污。谢泼德对此以激烈言辞宣称，哈钦森是“臭名昭著的冒名顶替者”，心中从来没有慈悲。他告诫教会，对这理应感到屈辱的时刻，被告仍然报以“令人发指的谎言”。
谢泼德的立场主导审判过程，科顿表示放弃辩护，威尔逊最后宣读判决：
哈钦森夫人已经严重冒犯和得罪太多人……你的错误已经扰乱教会，把无数可怜的灵魂带入歧途，你执迷不悟，谎言数不胜数……因此以我主耶稣的名义……我将你逐回……魔鬼之手……从此以后你就是邪恶的代表……我以耶稣基督和教会的名义命令你像麻风病人般离开教会。
至此马萨诸塞湾殖民地和教会都把哈钦森排除在外，科丁顿和科格斯霍尔等主要支持者都要在三个月内离开殖民地，其他人被教堂解雇或剥夺权利。法庭在11月命令将波士顿58位公民和邻近城镇17人解除武装，直到他们不再是煽动分子，许多人拒绝妥协，追随哈钦森一起流亡。

## 罗德岛

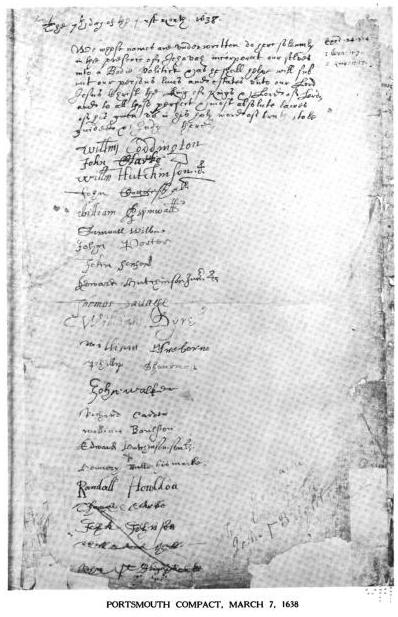
朴茨茅斯契约

哈钦森的许多支持者在她囚禁期间就准备离开马萨诸塞湾殖民地到别处定居，她丈夫威廉等人1638年3月7日在波士顿富商科士顿家碰头，最后有23名男子签署朴茨茅斯契约组成“政治集体”，选举科丁顿任总督，同时赋予圣经中的头衔“裁判官”。19人原计划搬到新泽西或长岛，但在罗杰·威廉姆斯建议下决定前往他建立的普罗维登斯种植园定居。科丁顿从纳拉甘西特人手中买下纳拉甘西特湾阿奎德內克島（后更名罗德岛），定居点波卡塞特（Pocasset）成立，不久后更名朴茨茅斯。同年四月，安妮·哈钦森在教会审判结束后前来。
1638年4月，哈钦森带着孩子与其他追随者从波士顿出发，在风雪中步行六天抵达普罗维登斯种植园。他们乘船登上奎德內克島，许多早来一步的男子在建造房屋。她在四月第二周终于与分隔近半年的丈夫团聚。

### 流产
经过审讯的重重压力、冬季软禁和赶来奎德內克島的艰苦旅程，安妮·哈钦森于1638年5月再度分娩，医生约翰·克拉克（John Clarke）接生出来的只有“少量透明葡萄”，如今人们已知这叫葡萄胎，是一到两个精子与丧失脱氧核糖核酸的卵子结合所致，在45岁以上女子身上最为常见。哈钦森在上年冬季大部分时间都患有疾病，身体异常虚弱，反复头痛、呕吐。大部分文献认为她是在受审期间怀孕，但历史学家埃默里·巴蒂斯（Emery Battis）援引专家意见声称她可能没怀孕，只是更年期症状严重。与丈夫团聚后安妮再度怀孕，最后发生葡萄胎流产。怀孕、分娩、哺乳过程循环反复达25年之久的女子更年期症状可能极其严重，抚养大家庭的重担和审判的巨大压力更是雪上加霜。
马萨诸塞湾殖民地清教徒领袖对哈钦森及其追随者玛丽·戴尔的苦难幸灾乐祸，戴尔怀上的孩子严重畸形并死于早产，这些领袖人物声称此乃神之审判。温斯罗普写道：“她生下的不是一胎，而是30胎左右的怪物”，“看看天神是如何审判她的罪孽，她发表畸形的意见，所以必然生出变形的怪物”。殖民地继续迫害留在波士顿地区的哈钦森支持者，波士顿教会的平信徒受命到朴茨茅斯说服哈钦森放弃错误思想，哈钦森大声反驳：“波士顿教会？没听说过，那不是我的教会。那不过是波士顿的妓女和荡妇，不是耶稣的教会！”

### 管理分歧
波卡塞特成立不到一年就发生分裂和内乱。科丁顿曾在哈钦森受审后公开支持她，但当上总督和裁判官后变得专制，开始疏远地方同胞。1639年初，哈钦森结识抨击科丁顿裁判官合法地位的塞缪尔·戈顿（Samuel Gorton）。1639年4月28日，戈顿与其他十余人将科丁顿赶下台。哈钦森是否支持此事尚无定论，但定居点推举的新总督是她丈夫。两天后，30余人签署文件组建新“公民政体”，温斯罗普的日记写道：
（奎德内克岛上的）人们动荡不安，把科丁顿先生和其他三名裁判官赶下台，只推威廉·哈钦森先生上台，此人脾气温和、到处都是缺点，完全听命于妻子，所有的麻烦都是她带来，而且还在不断滋生骚动。
科丁顿等人离开波卡塞特，在奎德内克岛最南端建立定居点紐波特。波卡塞特自由民把定居点更名朴茨茅斯，并建立保障陪审团审判和政教分离的新政府。跟随科丁顿创建紐波特的人许多都在1646年殖民地统一后当上行政首脑，如科格斯霍尔、尼古拉斯·伊斯顿（Nicholas Easton）、威廉·布伦顿（William Brenton）、杰里米·克拉克（Jeremy Clarke）和亨利·布尔（Henry Bull）。1640年3月12日，朴茨茅斯与紐波特居民同意和平统一。科丁顿当上奎德内克岛总督，威廉·哈钦森当选他的助手。两镇以公民制定的法律保持自治。
安妮住在朴茨茅斯期间构想出新宗教哲学，说服丈夫辞去裁判官职位。理由正如罗杰·威廉姆斯（Roger Williams）记载，安妮刚刚接受的新思想认为裁判官没有合法地位。
威廉在1641年6月过后去世，享年55岁，安妮的父亲当年也是在这个年纪逝世。威廉葬在朴茨茅斯，根据当时的传统，教堂通常保有当地居民的死亡纪录，但此时岛上还没有教堂，所以没有他的纪录。

## 新尼德兰

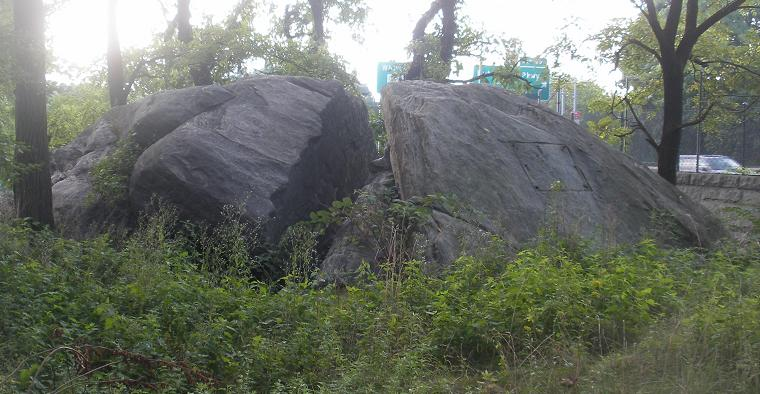
哈钦林一家在斯普利特岩（图）附近遭遇屠杀

哈钦森等人定居奎德内克岛后不久，马萨诸塞湾殖民地几次威胁夺取该岛乃至纳拉甘西特湾所有地区，哈钦森等人对此非常担忧。为此她被迫搬走，彻底远离马萨诸塞湾、康涅狄格和紐黑文殖民地进入荷兰人地界。1642年夏季过后，哈钦森带着七个孩子、一名女婿和多名佣人前往新尼德兰，许多文献声称一行共16人。他们在历史悠久的地标斯普利特岩（Split Rock）附近（今纽约布朗克斯北部哈钦森河范围）定居。当地还有其他从罗德岛搬来的居民，如索克莫顿氏（Throckmorton）和康纳尔氏（Cornells）。有记载称哈钦森从约翰·索克莫顿（John Throckmorton）手中买下土地，此人曾与罗杰·威廉姆斯住在普罗维登斯，后迁居新尼德兰。
哈钦森一家暂时住进废弃房屋，同时在詹姆斯·桑兹（James Sands）的帮助下修建新居，桑兹的夫人叫凯瑟琳·沃克（Katherine Walker），是威廉·哈钦森弟弟爱德华的外孙女。桑兹后来在布洛克岛（Block Island，后来的罗德岛新肖勒姆）定居，据该岛早期定居者塞缪尔·尼尔斯（Samuel Niles）神父记载：
哈钦森夫人……搬到罗德岛后也没待多久，继续向西抵达伊斯特切斯特（Eastchester），如今属纽约省东部。她准备就在这里安顿下来，但随后发生的事情证明，树林里生活的印第安人对此很不满意。为实现目标，哈钦森与当时还很年轻的詹姆斯·桑兹上尉达成协议，他帮忙建房，两人合伙做生意……印第安人来到他工作的地方，大喊一声后坐下。过了一会儿他们把他的工具集拢，把大斧头放到他肩膀上扛住，其他工具放在他手里，示意他离开。但他似乎毫不理睬，继续工作。
印第安人以明确举动表示不希望白人在当地定居，估计这里的土地是在1640年由荷兰西印度公司代理人担保，但谈判已由远离当地的诺沃克希瓦诺伊族接手，当地印第安人可能与交易无关，甚至根本不知道土地已由欧洲移民买下。如此背景下，哈钦森一家在此长久定居就有极大风险。
哈钦森建房的确切位置几个世纪来都是学界研究目标。拉普兰特执笔的哈钦森传记认为房子位于哈钦森河东岸，靠近穿过今佩勒姆湾公园的印第安人小径。洛克伍德·巴尔（Lockwood Barr）提出不同看法，他援引奥托·赫夫兰（Otto Hufeland）创作、1929年威彻斯特历史学会出版的大量土地所有权研究文献判断，哈钦森的家位于威彻斯特境内的哈钦森河西岸。巴尔的著作附有1929年文献地图，显示今贝切斯特（Baychester）地区哈钦森河沿岸，以及响尾蛇河与黑狗河之间的房产。布朗克斯这片土地现已高度发达，响尾蛇河还在但基本位于涵洞，黑狗河已不复存在。

### 逝世
哈钦森一家定居时，当地殖民者和印第安人关系紧张。新尼德兰总督威廉·基夫特（Willem Kieft）为赶走印第安人曾下令袭击土著定居点，激起对方怒火。哈钦森夫人与罗德岛的纳拉甘西特人关系友好，这可能导致她误以为新尼德兰的希瓦诺伊族不会伤害她和家人。哈钦森一家友好对待印第安人，但对方与新尼德兰殖民地已在一系列人称基夫特战争的冲突中势同水火。据拉普兰特记载：
希瓦诺伊族勇士踏上佩勒姆湾上游的小定居点，准备把所有房屋烧成白地。酋长沃帕奇（Wampage）此前已发出警告，本以为这里没人，但身着兽皮的男子却在房前遇到几名孩童和青年男女，还有已过中年的女子。希瓦诺伊人要求哈钦森一家管好家里的狗，哈钦森一家看起来并不害怕，其中一人把狗绑起来。接下来希瓦诺伊人很快就抓住弗朗西斯·哈钦森、威廉·科林斯（William Collins）、众多佣人、安妮母女，还有年幼的威廉、凯瑟琳、玛丽和祖里尔（Zuriel）并把他们剥皮。正如后来在波士顿流传的故事那样，哈钦森的女儿“想要逃跑”，但在“翻越树篱时”被抓，“他们抓住她的头发拖上树桩，再用柴刀斩首”。

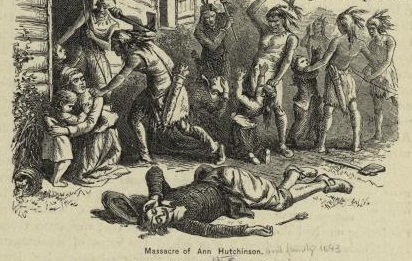
哈钦森氏大屠杀

希瓦诺伊人把尸体和牛拉入屋内，放火将房子夷为平地。印第安人来袭期间，哈钦森九岁的女儿苏珊娜（Susanna）正好出门採蓝莓，江湖传言声称她躲在附近的斯普利特岩裂缝内，但还是被印第安人抓获。据信苏珊娜是红发，对于这批印第安人来说很罕见，所以可能是出于好奇饶她一命。有文献称她被希瓦诺伊人抓走后起名“秋叶”，与印第安人生活两到六年后才由住在波士顿的家人支付赎金换回。
哈钦森大屠杀的确切日期尚无定论，现存最早的确切记录是温斯罗普1643年9月第一条日记，但没有标上日期。从当时的信息传递效率判断，温斯罗普至少要好几天乃至几周才会收到消息，所以屠杀应该发生在1643年8月，这与大部分文献的判断相符。
马萨诸塞湾殖民地听闻哈钦森一家的死讯后幸灾乐祸。托马斯·韦尔德神父称：“主听到我们对天堂的呼唤，让我们摆脱巨大的痛苦……我从未听闻印第安人对某个或某些家庭犯下如此罪行，所以更能明显看出这是上帝出手选中这可悲的女人”。康科德牧师彼得·布克利（Peter Bulkley）写道：“让她这该死的异端死于神之公义复仇，吓倒她勾引的所有追随者，不要再与她有任何联系”。
沃帕奇自承杀害哈钦森，江湖传言他在屠杀后取用受害者的名字，自称“安妮·霍克”，以最著名的受害者为自己起名，这对印第安人而言属于荣誉。事发11年后，他签署契约把哈钦森的地产转让给托马斯·佩尔（Thomas Pell），文献上的签名是“安妮·霍克，又名沃帕奇”。

## 历史评价
哈钦森自称先知，直接获取天神启示。她预言天神会审判马萨诸塞湾殖民地，将殖民地完全抹除。但清教徒思想认为任何预言如果没有落实就是假先知，不可能源于天神启示，所以波士顿的清教徒神职和教导人员对哈钦森的虚假预言深感愤怒。她还告诉追随者，神的私下启示对人生而言就如圣经般权威，这与清教徒神学观念强烈对立。她还自称能在殖民者中找到神选中圣化的人。这些观念最后导致科顿、温斯罗普及其他昔日好友把她视为唯信仰论异端。
现代史学家温希普认为，哈钦森不是靠她在唯信仰论之争的言行留名后世，而是因为温斯罗普日记中的记载。温希普指出，温斯罗普认为殖民地经历的所有困难都是哈钦森所致，这样的看法如今看来自然毫无道理，但将哈钦森驱逐出境后，其他挥之不去的问题随即掩盖起来。温斯罗普笔下的哈钦森可谓传奇人物，就像所有传奇一样，她代表的意义几个世纪来不断变化。温斯罗普称她“机智而大胆”，温希普对此表示，在温斯罗普看来哈钦森肯定来自地狱，一心所想只有毁灭和混乱。马萨诸塞湾殖民地政教关系密切，质疑神职人员很快就会发展成他人眼中挑战所有既定权威的行径。19世纪美国庆祝政教分离成就时，哈钦森便代表宗教自由的十字军。20世纪她又成为女权领袖，父权制社会不怕她的宗教观念，而是对自信且引人注目的女人感到恐惧。女权人士艾米·朗（Amy Lang）认为，哈钦森本人也没有意识到身为女异端的影响已远超异端思想本身。朗还指出，法庭很难将哈钦森定罪，他们眼中她真正的罪行是违反清教徒社会定位。哈钦森只是女人，但却扮演导师、神职人员、裁判官乃至丈夫的角色，这对当权者而言无可容忍。
温希普如此总结哈钦森的生平：“先知、精神导师、15个孩子的母亲，1636至1638年轰动新生马萨诸塞湾殖民地激烈宗教争论的重要成员”，是宗教信仰自由、自由思想和基督教女权的象征。安妮·哈钦森的一生充满争议，各色作家把她描绘成名流、神话甚至妖魔。历史学家及其他学者从不同角度解读她的生平，如妇女地位、教会权力斗争，亦或世俗政治结构中的类似斗争。在温希普看来，“广为人知的审判、随之而来的的指责，令哈钦森成为美国殖民史上最留芳百世——亦或最遗臭万年——的英格兰女子”。

## 纪念和影响
1922年，波士顿的马萨诸塞州议会大厦前立起安妮·霍钦森和幼女苏珊娜雕塑，大理石三角楣饰上的铭文写道：
纪念
安妮·马伯里·哈钦森
她1595年7月20日
在英格兰林肯郡
奥尔福德受洗
1643年在纽约伊斯特切斯特
被印第安人杀害
（她是）公民自由
和宗教寬容
的勇敢擁護者

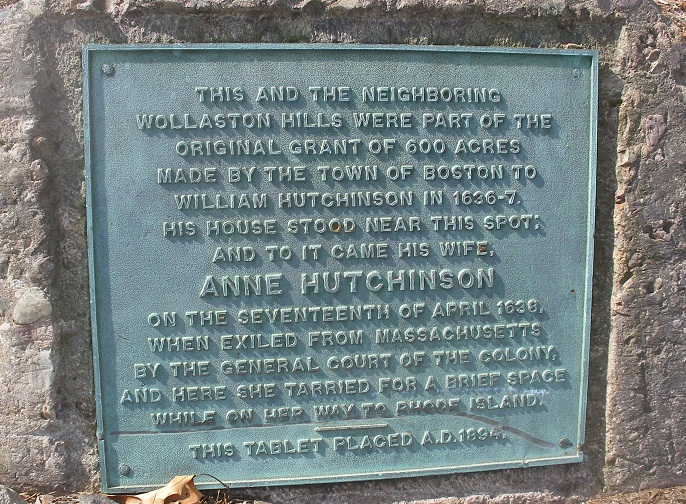
马萨诸塞州昆西霍钦森广场的安妮·哈钦森历史牌匾，哈钦森一家曾在附近拥有农场

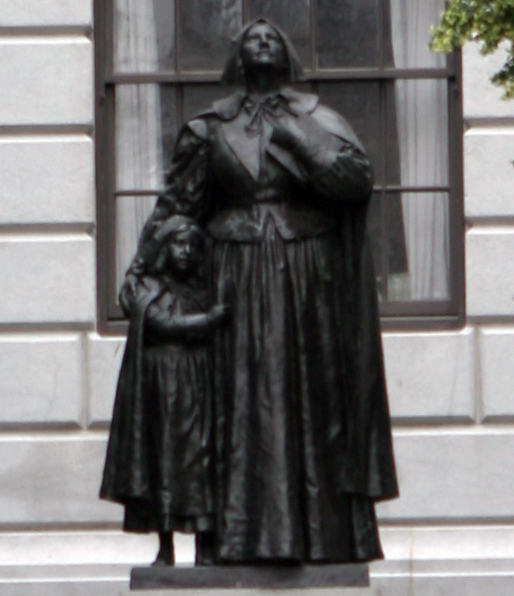
马萨诸塞州议会大厦前的安妮·霍钦森雕像，赛勒斯·埃德温·达林创作

波士顿女子遗产步道包含哈钦森和女儿的雕塑，波士顿以南的昆西也有哈钦森纪念建筑，位于比尔街（Beale Street）和美景大道（Grandview Avenue）街角。哈钦森一家曾在附近拥有房屋和2.43平方公里农场，1638年春离开波士顿前往阿奎德內克島时曾在此停留数天。1994年，安妮·哈钦森入选国家女子名人堂。

### 文学作品
为哈钦森立传的拉普兰特指出，部分文学批评家将纳撒尼尔·霍桑名著《红字》里的海丝特·白兰（Hester Prynne）追溯到面对马萨诸塞湾殖民地迫害的哈钦森。艾米·朗也认为白兰是虚构的哈钦森化身，是清教徒早期编年史学家创造的哈钦森。朗还指出，不论从现实还是精神角度来看，白兰都是正统清教徒传述的哈钦森。现实生活中的哈钦森是为异端，所谓“引诱”清教徒的说法只是比喻，但《红字》里的白兰就是从字面含义“勾引”教区神职人员。
1980年威廉·吉布森（William Gibson）推出剧本《优美生灵》（Goodly Creatures），反映哈钦森与温斯罗普的政治斗争，剧中其他知名历史人物包括科顿、范恩和玛丽·戴尔。。2014年1月丹·肖尔（Dan Shore）推出歌剧《安妮·哈钦森》，威廉·弗雷格西（William A. Fregosi）与弗里茨·贝尔（Fritz Bell）作词，间奏曲歌剧公司在波士顿演出两场。2015年2月，研究员克莱尔·贝勒耶奥（Claire Bellerjeau）发现并确认朱庇特·哈蒙（Jupiter Hammon）1770年致敬哈钦森的无题诗，这也是史上非裔美国人发表的第一首诗。

### 命名

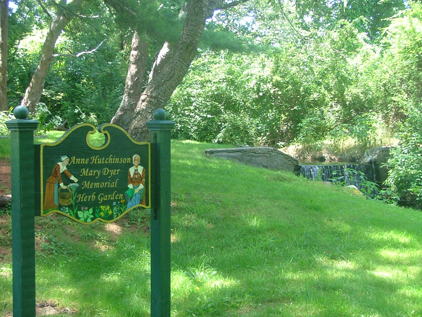
罗德岛州朴茨茅斯创始人之河公园的安妮·哈钦森/玛丽·戴尔纪念药草园

以哈钦森命名的事物中，纽约南部的哈钦森河最有名，除此以外美国境内极少有河以女子命名。哈钦森河大道同样位于纽约南部。西徹斯特郡的佩勒姆和伊斯特切斯特都有小学以她命名。
罗德岛州朴茨茅斯创始人之河公园的安妮·哈钦森/玛丽·戴尔纪念药草园同时纪念哈钦森和贵格会烈士戴尔，药用植物园旁是风景秀丽的瀑布，还有朴茨茅斯早期定居者的历史地标。药草园是艺术家兼草药医师迈克尔·史蒂文·福特（Michael Steven Ford）建成，哈钦森和戴尔都是他的先辈。紐波特艺术家瓦莱丽·德布鲁勒（Valerie Debrule）为首的地方组织安妮·哈钦森纪念委员会出资打理纪念园，该组织曾叫安妮·哈钦森之友，每年离7月20日（哈钦森受洗日期）最近的周日在纪念药草园会面，庆祝她的生平和奎德内克岛地方女子殖民史。羅德島大學的低年级学生宿舍起名哈钦森堂以示纪念。美国圣公会将2月5日定为哈钦森与罗杰·威廉姆斯的聖人曆。

### 赦免
1987年，马萨诸塞州州长麥可·杜卡基斯宣布赦免安妮·哈钦森，撤销约翰·温斯罗普350年前的驱逐令。

## 家族

### 直系亲属
安妮与威廉·哈钦森共有15个孩子，除最后一个在波士顿受洗外，前14个都在奥尔福德受洗。14个在英格兰出生的孩子有三个夭折，11人前往新英格兰。

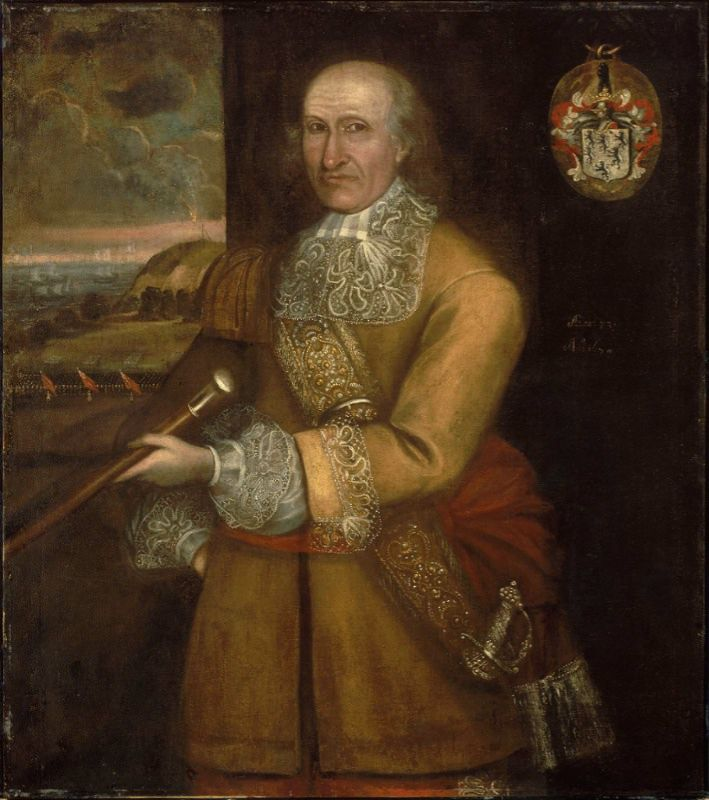
托马斯·萨维奇少校（图）与哈钦森的女儿费斯成婚

长子爱德华1613年5月28日受洗，曾在朴茨茅斯契约签字并与父母住在奎德内克岛，但他很快就与马萨诸塞湾殖民地当局和解并返回波士顿。他当上殖民地民兵军官， 菲利普國王戰爭期间负伤后去世。苏珊娜1614年9月4日受洗，1630年在奥尔福德爆发鼠疫期间死亡。理查德1615年12月8日受洗，1634年加入波士顿教会，但他返回英格兰后便杳无音讯。费斯1617年8月14日受洗，与托马斯·萨维奇结婚后住在波士顿，1651年左右去世。布里吉特1618年（或1619年）1月15日受洗，嫁给约翰·桑福德（John Sanford）并住在朴茨茅斯，1698年去世；桑福德曾短暂担任奎德内克岛总督，死后布里吉特改嫁威廉·菲利普斯并育有三子，是后者第三任夫人。
死于哈钦森大屠杀的孩子以弗朗西斯最大，1620年12月24日受洗。伊丽莎白1621年（或1622年）2月17日受洗，同样在奥尔福德鼠疫期间去世，1630年10月4日葬于当地。威廉1623年6月22日受洗后不久夭折；塞缪尔1624年12月17日受洗，在波士顿结婚生子但缺乏记载。安妮1626年5月5日受洗，与威廉·科林斯成婚，两人都在新尼德兰死于哈钦森大屠杀。玛丽1627年（或1628年）2月22日受洗，凯瑟琳1629年（或1630年）2月7日受洗，威廉1631年9月28日受洗，祖里尔1635年（或1636年）3月13日受洗，四个孩子都与母亲一起死在印第安人手下。苏珊娜是哈钦森夫妇在英格兰生下的最后一个孩子，1633年11月15日受洗，是1643年印第安人屠杀中仅有的幸存者，被俘数年后由亲人赎回，后与约翰·科尔结婚并生下11个孩子。
哈钦森的兄弟姐妹里只有妹妹凯瑟琳来到新英格兰，妹夫叫理查德·斯科特，两人先到波士顿，后前往普罗维登斯。凯瑟琳和斯科特先是清教徒，后加入浸信会，再又到贵格会，因支持未来的女婿克里斯托弗·霍尔德（Christopher Holder）遭受鞭刑，霍尔德因贵格会传道被割掉右耳。

### 后裔

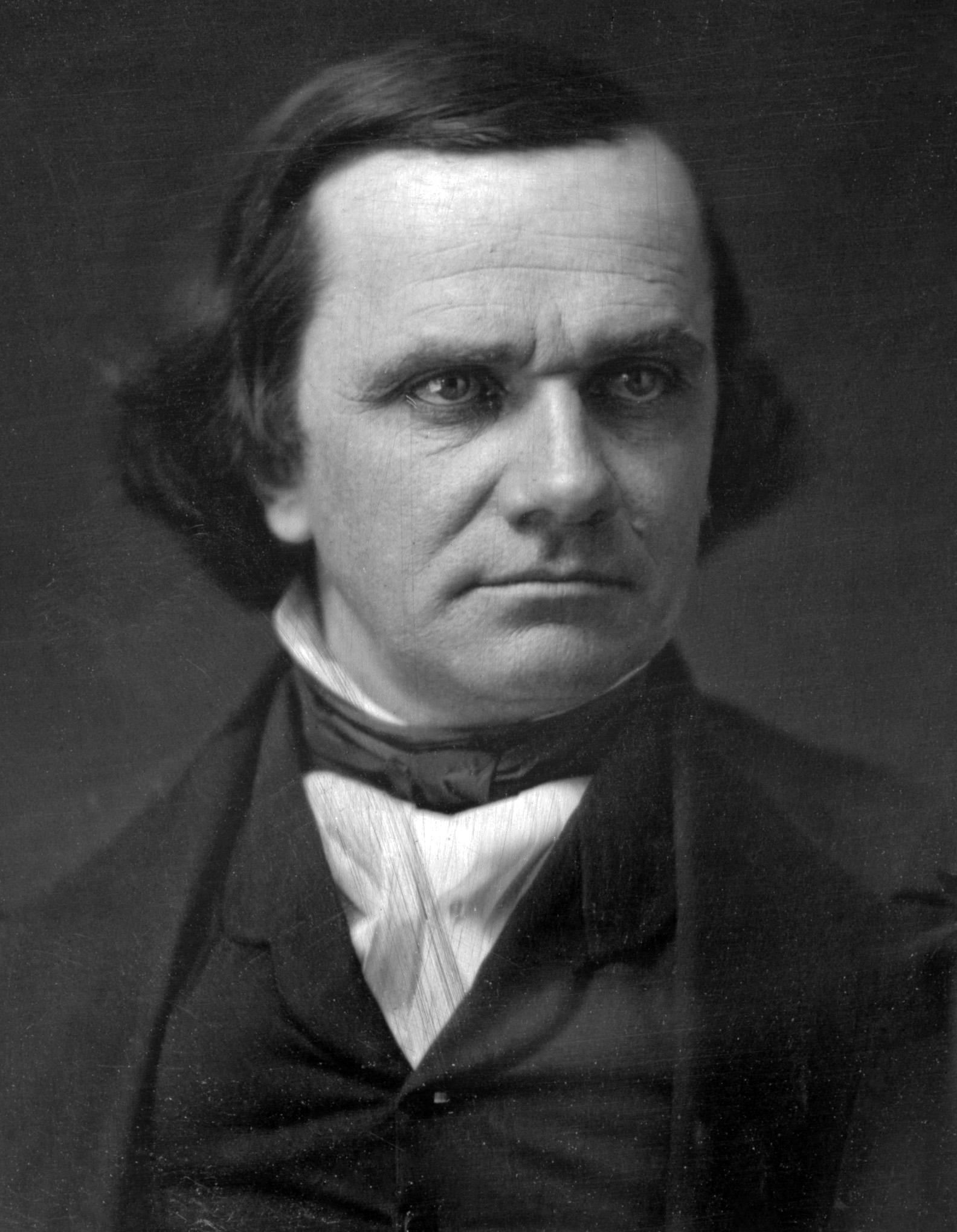
史蒂芬·阿諾·道格拉斯是哈钦森的后裔

哈钦森的后裔不乏名流，其中包括美国总统富兰克林·德拉诺·罗斯福、乔治·赫伯特·沃克·布什和乔治·沃克·布什，还有曾竞选总统的史蒂芬·阿諾·道格拉斯、乔治·罗姆尼与米特·羅姆尼。哈钦森的外孙佩莱格·桑福德（Peleg Sanford）曾任羅德島殖民地及普羅維登斯莊園总督。她的后裔还包括美国首席大法官梅尔维尔·富勒、最高法院大法官小奥利弗·温德尔·霍姆斯、英国大法官第一代林德赫斯特男爵约翰·科普利（John Copley, 1st Baron Lyndhurst）、哈佛大学校长查尔斯·艾略特、演员泰德·丹森、歌剧演唱家和交际花莉莉·费伊·莫尔顿·德黑格曼-林登克朗（Lillie Fay Moulton De Hegermann-Lindencrone）夫人。在引发美國獨立戰爭的波士頓傾茶事件期间擔任马萨诸塞湾省保皇党总督的托马斯·哈钦森是她玄孙。

### 祖先
1914年，约翰·尚普林（John Champlin）公布哈钦森确知的大部分祖先名单，表明她父辈先祖源自查理曼和阿尔弗雷德大帝。加里·博伊德·罗伯茨（Gary Boyd Roberts）等人公布的哈钦森母辈先祖是爱德华一世，所以她就是亨利二世和夫人阿基坦的埃莉诺的后代。以下图表大部分内容源自尚普林的文献，仅威廉姆森氏源自1992年克雷格（F. N. Craig）在《美国系谱学家》（The American Genealogist）发表的内容。
|  |                                      |  |  |  |  |  |  |  |  |  |  |  |  |  |  |  |
|  | 16、威廉·马伯里（约1450至1508年）    |  |  |  |  |  |  |  |  |  |  |  |  |  |  |  |
|  |                                      |  |  |  |  |  |  |  |  |  |  |  |  |  |  |  |
|  |                                      |  |  |  |  |  |  |  |  |  |  |  |  |  |  |  |
|  | 8、罗伯特·马伯里（约1490至1545年）   |  |  |  |  |  |  |  |  |  |  |  |  |  |  |  |
|  |                                      |  |  |  |  |  |  |  |  |  |  |  |  |  |  |  |
|  |                                      |  |  |  |  |  |  |  |  |  |  |  |  |  |  |  |
|  | 17、安妮·布朗特（约1460至1537年）    |  |  |  |  |  |  |  |  |  |  |  |  |  |  |  |
|  |                                      |  |  |  |  |  |  |  |  |  |  |  |  |  |  |  |
|  |                                      |  |  |  |  |  |  |  |  |  |  |  |  |  |  |  |
|  | 4、威廉·马伯里（约1524至1581年）     |  |  |  |  |  |  |  |  |  |  |  |  |  |  |  |
|  |                                      |  |  |  |  |  |  |  |  |  |  |  |  |  |  |  |
|  |                                      |  |  |  |  |  |  |  |  |  |  |  |  |  |  |  |
|  | 18、约翰·威廉姆森（约1480至1513年）  |  |  |  |  |  |  |  |  |  |  |  |  |  |  |  |
|  |                                      |  |  |  |  |  |  |  |  |  |  |  |  |  |  |  |
|  |                                      |  |  |  |  |  |  |  |  |  |  |  |  |  |  |  |
|  | 9、凯瑟琳·威廉姆森（约1508至1525年） |  |  |  |  |  |  |  |  |  |  |  |  |  |  |  |
|  |                                      |  |  |  |  |  |  |  |  |  |  |  |  |  |  |  |
|  |                                      |  |  |  |  |  |  |  |  |  |  |  |  |  |  |  |
|  | 19、简·安格文（约1484至1545年后）    |  |  |  |  |  |  |  |  |  |  |  |  |  |  |  |
|  |                                      |  |  |  |  |  |  |  |  |  |  |  |  |  |  |  |
|  |                                      |  |  |  |  |  |  |  |  |  |  |  |  |  |  |  |
|  | 2、弗朗西斯·马伯里（1555至1611年）   |  |  |  |  |  |  |  |  |  |  |  |  |  |  |  |
|  |                                      |  |  |  |  |  |  |  |  |  |  |  |  |  |  |  |
|  |                                      |  |  |  |  |  |  |  |  |  |  |  |  |  |  |  |
|  | 10、约翰·伦顿                        |  |  |  |  |  |  |  |  |  |  |  |  |  |  |  |
|  |                                      |  |  |  |  |  |  |  |  |  |  |  |  |  |  |  |
|  |                                      |  |  |  |  |  |  |  |  |  |  |  |  |  |  |  |
|  | 5、艾格尼丝·伦顿                     |  |  |  |  |  |  |  |  |  |  |  |  |  |  |  |
|  |                                      |  |  |  |  |  |  |  |  |  |  |  |  |  |  |  |
|  |                                      |  |  |  |  |  |  |  |  |  |  |  |  |  |  |  |
|  | 1、安妮·马伯里（1591至1643年）       |  |  |  |  |  |  |  |  |  |  |  |  |  |  |  |
|  |                                      |  |  |  |  |  |  |  |  |  |  |  |  |  |  |  |
|  |                                      |  |  |  |  |  |  |  |  |  |  |  |  |  |  |  |
|  | 24、威廉·德莱顿                      |  |  |  |  |  |  |  |  |  |  |  |  |  |  |  |
|  |                                      |  |  |  |  |  |  |  |  |  |  |  |  |  |  |  |
|  |                                      |  |  |  |  |  |  |  |  |  |  |  |  |  |  |  |
|  | 12、戴维·德莱顿（约1500至1540年后）  |  |  |  |  |  |  |  |  |  |  |  |  |  |  |  |
|  |                                      |  |  |  |  |  |  |  |  |  |  |  |  |  |  |  |
|  |                                      |  |  |  |  |  |  |  |  |  |  |  |  |  |  |  |
|  | 6、约翰·德莱顿（1525至1584年）       |  |  |  |  |  |  |  |  |  |  |  |  |  |  |  |
|  |                                      |  |  |  |  |  |  |  |  |  |  |  |  |  |  |  |
|  |                                      |  |  |  |  |  |  |  |  |  |  |  |  |  |  |  |
|  | 26、威廉·尼科尔森                    |  |  |  |  |  |  |  |  |  |  |  |  |  |  |  |
|  |                                      |  |  |  |  |  |  |  |  |  |  |  |  |  |  |  |
|  |                                      |  |  |  |  |  |  |  |  |  |  |  |  |  |  |  |
|  | 13、伊莎贝尔·尼科尔森                |  |  |  |  |  |  |  |  |  |  |  |  |  |  |  |
|  |                                      |  |  |  |  |  |  |  |  |  |  |  |  |  |  |  |
|  |                                      |  |  |  |  |  |  |  |  |  |  |  |  |  |  |  |
|  | 3、布里奇特·德莱顿（约1563至1645年） |  |  |  |  |  |  |  |  |  |  |  |  |  |  |  |
|  |                                      |  |  |  |  |  |  |  |  |  |  |  |  |  |  |  |
|  |                                      |  |  |  |  |  |  |  |  |  |  |  |  |  |  |  |
|  | 28、威廉·科普（约1450至1513年）      |  |  |  |  |  |  |  |  |  |  |  |  |  |  |  |
|  |                                      |  |  |  |  |  |  |  |  |  |  |  |  |  |  |  |
|  |                                      |  |  |  |  |  |  |  |  |  |  |  |  |  |  |  |
|  | 14、约翰·科普爵士（约1504至1559年）  |  |  |  |  |  |  |  |  |  |  |  |  |  |  |  |
|  |                                      |  |  |  |  |  |  |  |  |  |  |  |  |  |  |  |
|  |                                      |  |  |  |  |  |  |  |  |  |  |  |  |  |  |  |
|  | 29、简·斯宾塞（1525去世）            |  |  |  |  |  |  |  |  |  |  |  |  |  |  |  |
|  |                                      |  |  |  |  |  |  |  |  |  |  |  |  |  |  |  |
|  |                                      |  |  |  |  |  |  |  |  |  |  |  |  |  |  |  |
|  | 7、伊丽莎白·科普（1529至1584年）     |  |  |  |  |  |  |  |  |  |  |  |  |  |  |  |
|  |                                      |  |  |  |  |  |  |  |  |  |  |  |  |  |  |  |
|  |                                      |  |  |  |  |  |  |  |  |  |  |  |  |  |  |  |
|  | 30、爱德华·罗利（约1474至1508年）    |  |  |  |  |  |  |  |  |  |  |  |  |  |  |  |
|  |                                      |  |  |  |  |  |  |  |  |  |  |  |  |  |  |  |
|  |                                      |  |  |  |  |  |  |  |  |  |  |  |  |  |  |  |
|  | 15、布里奇特·罗利                    |  |  |  |  |  |  |  |  |  |  |  |  |  |  |  |
|  |                                      |  |  |  |  |  |  |  |  |  |  |  |  |  |  |  |
|  |                                      |  |  |  |  |  |  |  |  |  |  |  |  |  |  |  |
|  | 31、安妮·张伯伦（约1478至1510年后）  |  |  |  |  |  |  |  |  |  |  |  |  |  |  |  |
|  |                                      |  |  |  |  |  |  |  |  |  |  |  |  |  |  |  |
|  |                                      |  |  |  |  |  |  |  |  |  |  |  |  |  |  |  |

### 脚注
1. 1 2  RI Gov.
2. 1 2 3  Winship & 2005，第1页
3. 1 2  Anderson & 2003，第479页
4. 1 2 3  Bremer & 1981，第1页
5. 1 2  LaPlante & 2004，第19页
6. ↑  LaPlante & 2004，第26页
7. ↑  LaPlante & 2004，第27页
8. ↑  LaPlante & 2004，第29–30页
9. 1 2  LaPlante & 2004，第31页
10. ↑  Winship & 2005，第9页
11. ↑  Colket & 1936，第33–34页
12. ↑  LaPlante & 2004，第31–32页
13. 1 2  LaPlante & 2004，第34页
14. 1 2 3  Bremer & 1981，第2页
15. 1 2 3  LaPlante & 2004，第37页
16. 1 2 3 4  LaPlante & 2004，第85页
17. 1 2 3 4  Hall & 1990，第5页
18. ↑  LaPlante & 2004，第86页
19. ↑  Hall & 1990，第x页
20. ↑  LaPlante & 2004，第86–87页
21. 1 2 3 4  Bremer & 1981，第3页
22. ↑  LaPlante & 2004，第87页
23. ↑  Winship & 2005，第7页
24. 1 2 3  Champlin & 1913，第3页
25. ↑  Champlin & 1913，第3–4页
26. 1 2  Champlin & 1913，第4页
27. ↑  LaPlante & 2004，第156页
28. 1 2  LaPlante & 2004，第154页
29. ↑  LaPlante & 2004，第257页
30. ↑  LaPlante & 2004，第155–156页
31. 1 2 3 4 5 6 7  Bremer & 1981，第4页
32. 1 2  Winship & 2005，第33页
33. 1 2 3  Winship & 2005，第35页
34. ↑  Winship & 2002，第40页
35. ↑  Winship & 2002，第60页
36. 1 2 3  Winship & 2005，第39页
37. ↑  Winship & 2005，第34页
38. ↑  LaPlante & 2004，第39页
39. 1 2 3 4 5  Winship & 2005，第4页
40. 1 2 3  Hall & 1990，第6页
41. ↑  Winship & 2002，第41页
42. 1 2  Battis & 1962，第105页
43. ↑  Bremer & 1995，第66页
44. 1 2 3  Bremer & 1981，第5页
45. 1 2  Winship & 2002，第64–69页
46. ↑  Winship & 2002，第44–45页
47. ↑  Winship & 2002，第6–7页
48. ↑  Anderson & 2003，第481–482页
49. 1 2 3  Anderson & 2003，第482页
50. ↑  Winship & 2002，第86页
51. ↑  Winship & 2002，第86–89页
52. ↑  Winship & 2002，第90页
53. 1 2  Hall & 1990，第3页
54. ↑  Winship & 2002，第22页
55. ↑  Hall & 1990，第4页
56. ↑  Bell & 1876，第11页
57. ↑  Winship & 2002，第116页
58. ↑  Dunn & 1981，第143页
59. ↑  Winship & 2002，第126–148页
60. ↑  Winship & 2002，第167–168页
61. ↑  Winship & 2002，第170页
62. ↑  Winship & 2002，第170–171页
63. 1 2 3 4  Winship & 2002，第172页
64. 1 2  Winship & 2002，第173页
65. 1 2  Morris & 1981，第60页
66. ↑  LaPlante & 2004，第68页
67. ↑  Winship & 2002，第173–174页
68. 1 2  Winship & 2002，第175页
69. 1 2  Winship & 2002，第176页
70. ↑  Morris & 1981，第62页
71. ↑  Adams & 1894，第175页
72. 1 2  Winship & 2002，第177页
73. ↑  Winship & 2002，第178页
74. ↑  Winship & 2002，第180页
75. ↑  Winship & 2002，第181–182页
76. ↑  Winship & 2002，第182页
77. 1 2  Morris & 1981，第63页
78. ↑  Winship & 2002，第182–183页
79. ↑  Winship & 2002，第183页
80. ↑  Crawford & 1970，第144–146页
81. 1 2  Morgan & 1981，第57页
82. ↑  LaPlante & 2004，第158页
83. 1 2 3  LaPlante & 2004，第159页
84. ↑  Winship & 2005，第122页
85. ↑  Winship & 2002，第197页
86. 1 2  Battis & 1962，第235页
87. ↑  Battis & 1962，第236页
88. 1 2 3  Battis & 1962，第242页
89. ↑  Winship & 2002，第202页
90. 1 2  Battis & 1962，第243页
91. ↑  Battis & 1962，第244页
92. ↑  Winship & 2002，第203页
93. 1 2  Winship & 2002，第204页
94. ↑  Winship & 2002，第206页
95. ↑  Winship & 2002，第207–208页
96. ↑  Battis & 1962，第246–247页
97. 1 2  Morris & 1981，第64页
98. 1 2 3 4 5  Rothbard & 1975，第22页
99. 1 2  LaPlante & 2004，第208页
100. 1 2  LaPlante & 2004，第212页
101. 1 2 3  Battis & 1981，第16页
102. 1 2  LaPlante & 2004，第217页
103. ↑  Battis & 1981，第17页
104. ↑  LaPlante & 2004，第218页
105. ↑  LaPlante & 2004，第222页
106. ↑  LaPlante & 2004，第223页
107. ↑  Arnold & 1859，第132页
108. 1 2  LaPlante & 2004，第228页
109. ↑  Anderson & 2003，第479–481页
110. 1 2 3 4 5 6 7  Champlin & 1913，第11页
111. ↑  Barr & 1946，第7页
112. ↑  Barr & 1946，第8页
113. 1 2  Bolton & 1922，第44页
114. ↑  Barr & 1946，第5页
115. ↑  Barr & 1946，第28–29, plate VI页
116. ↑  Corbett 1999.
117. ↑  New York Parks 2001.
118. 1 2  LaPlante & 2004，第237页
119. 1 2  LaPlante & 2004，第239页
120. ↑  Pritchard & 2002，第1–42页
121. ↑  Kirkpatrick & 1998，第228页
122. 1 2  Anderson & 2003，第479–81页
123. ↑  Champlin & 1913，第12页
124. ↑  LaPlante & 2004，第243页
125. 1 2  Humpherey & 1919，第18–29页
126. 1 2  Lauter & 2006，第308页
127. 1 2  Lang & 1987，第65页
128. ↑  Boston Women's Heritage Trail.
129. ↑  National Women's Hall of Fame.
130. ↑  LaPlante & 2004，第xvii页
131. 1 2  Lang & 1987，第165页
132. ↑  Lang & 1987，第165–166页
133. ↑  Gibson & 1986，第4页
134. ↑  Intermezzo Opera 2013.
135. ↑  Bleyer 2015.
136. ↑  Hutchinson River Parkway.
137. ↑  Pelham Patch 2012.
138. ↑  Anne Hutchinson School 2012.
139. ↑  Heritage Passage.
140. ↑  Herald News 2011.
141. ↑  Hutchinson Hall.
142. ↑  Satucket Lectionary.
143. ↑  LaPlante & 2004，第256页
144. 1 2 3 4 5 6 7 8 9 10  Anderson & 2003，第480–481页
145. 1 2 3  Kirkpatrick & 1998，第vii页
146. ↑  Austin & 1887，第272页
147. ↑  Roberts & 2009，第365–366页
148. 1 2  Family Search 2008.
149. ↑  Austin & 1887，第171页
150. ↑  Champlin & 1914，第18页
151. ↑  Roberts & 2008，第278页
152. ↑  Richardson & 2004，第492页
153. ↑  Anderson & 2003，第484页

### 印刷文献
- Adams, Charles Francis. . Boston: The Prince Society. 1894: 175  [2021-03-16]. Antinomianism in the Colony of Massachusetts Bay.
- Anderson, Robert Charles. . Vol. III G-H. Boston: New England Historic Genealogical Society. 2003. ISBN 0-88082-158-2.
- Arnold, Samuel Greene.  1. New York: D. Appleton & Company. 1859: 132  [2021-03-16]. （原始内容存档于2022-04-16）.
- Austin, John Osborne. . Albany, New York: J. Munsell's Sons. 1887  [2021-03-16]. ISBN 978-0-8063-0006-1. （原始内容存档于2021-07-11）.
- Barr, Lockwood. . Richmond, Virginia: The Dietz Press, Inc. 1946.
- Battis, Emery. . Chapel Hill: University of North Carolina Press. 1962  [2021-03-17].
- Battis, Emery. . Bremer, Francis J  (编). . Huntington, New York: Robert E. Krieger Publishing Company. 1981: 16–17.
- Bell, Charles H. . Boston: printed for the Prince Society. 1876  [2021-03-17]. （原始内容存档于2020-07-26）.
- Bolton, Reginald Pelham. . New York Historical Society Quarterly Review. 1922-07, VI: 43–52.
- Bremer, Francis J. . Huntington, New York: Robert E. Krieger Publishing Company. 1981: 1–8.
- Bremer, Francis J. . Lebanon, New Hampshire: University Press of New England. 1995  [2021-03-17]. ISBN 978-0-87451-728-6.
- Champlin, John Denison. . Journal of American History. 1913, 5 (3): 1–11.
- Champlin, John Denison. . New York Genealogical and Biographical Record. 1914, XLV: 17–26  [2021-03-17]. （原始内容存档于2020-07-26）.
- Colket, Meredith B. . Philadelphia: Magee Press. 1936  [2021-03-17].
- Crawford, Deborah. . New York: Crown Publishers, Inc. 1970  [2021-03-17].
- Dunn, Mary Maples. . Bremer, Francis J  (编). . Huntington, New York: Robert E. Krieger Publishing Company. 1981: 112–123.
- Gibson, William. . New York: Tamarack Publishers. 1986  [2021-03-17]. ISBN 978-0-8222-0462-6. （原始内容存档于2020-07-26）.
- Hall, David D. . Durham [NC] and London: Duke University Press. 1990  [2021-03-17]. ISBN 978-0-8223-1091-4. （原始内容存档于2022-04-15）.
- Humpherey, Grace. . Freeport, New York: Bobbs-Merrill. 1919: 18–29  [2021-03-17].
- Kirkpatrick, Katherine. . New York: Delacorte Press. 1998  [2021-03-17]. ISBN 0-385-32600-9.
- LaPlante, Eve. . San Francisco: Harper Collins. 2004  [2021-03-17]. ISBN 0-06-056233-1.
- Lang, Amy Schrager. . Berkeley: University of California Press. 1987  [2021-03-17]. ISBN 978-0-520-05598-8.
- Lauter, Paul.  A. Boston: Houghton Mifflin Company. 2006.
- Morgan, Edmund S. . Bremer, Francis J  (编). . Huntington, New York: Robert E. Krieger Publishing Company. 1981: 51–57.
- Morris, Richard B. . Bremer, Francis J  (编). . Huntington, New York: Robert E. Krieger Publishing Company. 1981: 58–64.
- Pritchard, Evan T. . San Francisco: Council Oak Books. 2002.
- Richardson, Douglas. . Baltimore: Genealogical Publishing Company. 2004: 492–493  [2021-03-17]. ISBN 0-8063-1750-7. （原始内容存档于2021-02-04）.
- Roberts, Gary Boyd. . Baltimore: Genealogical Publishing Company. 2008.
- Roberts, Gary Boyd. . Boston, Massachusetts: New England Historic Genealogical Society. 2009. ISBN 978-0-88082-220-6.
- Rothbard, Murray. .  1. New Rochelle, New York: Arlington House Publishers. 1975.
- Winship, Michael Paul. . Princeton, New Jersey: Princeton University Press. 2002  [2021-03-17]. ISBN 0-691-08943-4.
- Winship, Michael Paul. . Lawrence, Kansas: University Press of Kansas. 2005. ISBN 0-7006-1380-3.

### 网页
- Bleyer, Bill. . Newsday.com. 2015  [2021-03-17]. （原始内容存档于2020-09-23）.
- Corbett, Jim. . Forgotten New York. 1999-07-31  [2021-03-17]. （原始内容存档于2020-11-11）.
- Rogers, Jay. . The Forerunner. 2008-04-04  [2020-08-14]. （原始内容存档于2020-08-14）.
- . The Anne Hutchinson School. 2012  [2020-08-04]. （原始内容存档于2020-08-04）.
- . The Herald News. 2011-07-20  [2021-03-17]. （原始内容存档于2020-09-27）.
- . Rhode Island government.   [2012-06-18]. （原始内容存档于2012-06-18）.
- . Intermezzo-opera.org. 2013  [2013-09-22]. （原始内容存档于2013-09-22）.
- . Satucket.com Lectionary.   [2021-03-17]. （原始内容存档于2021-03-14）.
- . City of New York Parks and Recreation. 2001-07-19  [2021-03-17]. （原始内容存档于2020-10-27）.
- . Newport Bristol Heritage Passage.   [2017-09-09]. （原始内容存档于2017-09-09）.
- . Hutchinson River Parkway.   [2021-03-17]. （原始内容存档于2020-12-21）.
- . FamilySearch (LDS Church). 2008-09-03  [2021-03-17]. （原始内容存档于2020-08-08）.
- . Pelham Patch. 2012  [2013-09-05]. （原始内容存档于2013-09-05）.

## 扩展阅读
- Augur, Helen. . New York: Brentano's. 1930  [2021-03-16].
- Bremer, Francis J. . R.E. Krieger Publishing Company. 1981  [2021-03-16]. ISBN 0898740630. （原始内容存档于2022-04-15）.
- Curtis, Edith Roelker. . Cambridge: Washburn & Thomas. 1930.
- Gura, Philip F. . Middletown, Connecticut: Wesleyan University Press. 1984  [2021-03-16]. ISBN 0-8195-5095-7.
- Huber, Elaine C. . Lantham, Massachusetts: University Press of America. 1985.
- Williams, Selma R. . 1981.
- Ditmore, Michael G. . William and Mary Quarterly. 2000, 57 (2): 349–392. JSTOR 2674479. doi:10.2307/2674479.
- Hall, Timothy D. . Library of American Biography. 2009.
- Peter G. Gomes. . Harvard Magazine. 2002-11  [2021-03-17]. （原始内容存档于2021-02-02）.
- Michals, Debra. . National Women's History Museum. 2015  [2021-03-17]. （原始内容存档于2021-02-13）.
- . Boston Women's Heritage Trail.   [2021-03-18]. （原始内容存档于2021-03-16）.
- . National Women's Hall of Fame.   [2021-03-18]. （原始内容存档于2020-11-07）.
- . University of Rhode Island.   [2021-03-18]. （原始内容存档于2021-02-06）.